# Радован Асковић
Радован Асковић (7. мај 1957, Пирот) је активиста за ромска права, рођен у Пироту 7. маја 1957. године. Један је од првих ромских активиста и предводник имплементације активности у оквиру Декаде инклузије Рома и Ромкиња у Пироту.
У невладином сектору активан је од 2000. године. Оснивач прве ромске невладине организације у Пироту Пралипе. Иницирао је и учествовао у креирању и доношењу стратешких докумената за унапређење положаја Рома и Ромкиња у Пироту и сарађивао са многобројним организацијама и фондовима.

## Биографија
Радован Асковић је активан у невладином сектору од 2000. године, промовишући и штитећи људска и мањинска права, посебно права Рома као националне мањине. Био је сарадник на бројним пројектима које су подржали Европска комисија, УНИЦЕФ и разна министарства Владе Републике Србије. Године 2004. добио је награду за спровођење акција од посебног значаја за Oпштину Пирот. Он је иницијатор и творац Стратегије за инклузивно образовање Рома и друге маргинализоване деце у општини Пирот, која је усвојена 2007. године. Страствено прикупља историјске чињенице о животу Рома на подручју општине Пирот.

## Активистички рад
Асковић поседује сертификате као што су: "Борба против ксенофобије, расизма и дискриминације према етничким мањинама и угроженим људима" и "Медијатор у међуетничким сукобима".
Био је учесник у пројектима "Борба против ксенофобије, расизма и дискриминације према етничким мањинама и угроженим људима"; "Иницијатива за реформу малолетничког правосуђа у Србији"; "Локални акциони план за децу"; "Превенција ризичних понашања младих ХИВ-а"; "Изградња капацитета за учешће у Декади инклузије Рома"; "Развојни образовни центри на југу Србије"; "Репродуковање друштвене изолације кроз образовање ромске деце у југоисточној Европи".
Иницијатор и творац Стратегије за инклузивно образовање ромске и друге маргинализоване деце у Општини Пирот, једногласно усвојене у локалној скупштини 2007. године, први пут у Србији. Иницијатор отварања посебне буџетске ставке за Декаду Рома у буџету Општине Пирот. 

## Награде
Признање "28. децембар" за спровођење акција од посебног интереса за Општину Пирот, 2004. године. 